# Codex Laudianus
Codex Laudianus (Gregory-Aland no. Ea oder 08) ist eine griechisch-lateinische Handschrift der Apostelgeschichte, welche auf das 6. Jahrhundert datiert wird.

## Beschreibung
Die Handschrift enthält eine Lücke (Ap 26,29–28,26). Der Text steht in zwei Spalten mit 24 Zeilen.
Der griechische Text des Codex Laudianus repräsentiert den eklektischen, gewöhnlich byzantinischen Text, viel davon ist westlicher Texttyp und etwas alexandrinischen Texttyp. Der Text des Codex wird der Kategorie II zugeordnet.
Der Codex Laudianus aus dem Besitz des Erzbischofs William Laud besteht aus 227 beschriebenen Pergamentblättern. Die linke Seite ist jeweils lateinisch, die rechte griechisch (27 × 22 cm). Der Codex wird in der Bodleian Library in Oxford (Kat. No. Laud. Gr. 35 1397, I,8) aufbewahrt.